# Thomas Dore
Thomas Dore (9 de janeiro de 1658 - 1705) foi membro do parlamento de Inglaterra por Lymington de 1690 a 1705.
Burrard nasceu em Lymington, filho de Philip Dore. Ele foi educado no Trinity College, Oxford. Em 1681 casou-se com Elianor, filha de John Button, MP; em tiveram um filho e uma filha.